# 大同 (蒲鮮万奴)
大同（だいどう）は、金代に蒲鮮万奴が自立し建てた大真国（東夏）の私年号。1224年 - 1233年旧9月。
史書に出典はなく、出土した官印により伝わっている。改元の年は出土資料から確認できる年数（10年）を蒲鮮万奴が自立した全期間から差し引いて割り出したものである。

## 西暦等との対照表
| 大同          | 元年   | 2年    | 3年    | 4年    | 5年           | 6年    | 7年    | 8年    | 9年                 | 10年   |
| 西暦          | 1224年 | 1225年 | 1226年 | 1227年 | 1228年        | 1229年 | 1230年 | 1231年 | 1232年              | 1233年 |
| 干支          | 甲申   | 乙酉   | 丙戌   | 丁亥   | 戊子          | 己丑   | 庚寅   | 辛卯   | 壬辰                | 癸巳   |
| 金            | 正大元 | 正大2  | 正大3  | 正大4  | 正大5         | 正大6  | 正大7  | 正大8  | 正大9 開興元 天興元 | 天興2  |
| モンゴル 帝国 | 太祖19 | 太祖20 | 太祖21 | 太祖22 | トルイ 監国元 | 太宗元 | 太宗2  | 太宗3  | 太宗4               | 太宗5  |